# Tom Larkin
Pour les articles homonymes, voir Larkin.
Tom Larkin, (né à Wellington en Nouvelle-Zélande le 18 septembre 1971), est un membre du groupe rock néo-zélandais Shihad. Il en est le batteur et vocaliste.
Il a formé le groupe en 1998 avec Jon Toogood, aussi originaire de Wellington. Toogood et Larkin se sont rencontrés en tant que fans adolescents du groupe AC/DC.
Tom est le fils de Thomas Cedric Larkin et Sarah Marianne Williams, et est marié à Sarah Stewart.
Tom possède un studio à Melbourne où il a produit des groupes comme Young and Restless, The Galvatrons, The Getaway Plan, Rook, Reptiles, Red Ink, Fur Patrol, Ordain et Calling All Cars. Il est également le manager actuel de Calling All Cars.
Il enregistre présentement le premier album pour le projet indie Young Heretics.